# Шортандински район
Шортандински район (на казахски: Шортанды ауданы) е съставна част на Акмолинска област, Казахстан, с обща площ 4680 км2 и население 29 218 души (по приблизителна оценка към 1 януари 2020 г.). Мнозинството от населението са руснаци (37,0 %), следвани от казахите (31,7 %), украинците (8,3 %), германците (7,0 %), и други националности (16,0 %).
Административен център е Шортандъ.